# Die Aufgeregten
Die Aufgeregten ist ein Fragment gebliebenes politisches Drama in fünf Aufzügen von Johann Wolfgang von Goethe. Es entstand 1793 unter dem Eindruck des ersten Koalitionskrieges gegen das revolutionäre Frankreich.

## Hintergrund
Im Herbst 1792 nahm Goethe als Begleiter des Herzogs Karl August von Weimar an einem Feldzug der alten Mächte Europas gegen das revolutionäre Frankreich teil. Die Geschehnisse beeindruckten ihn nachhaltig. Zurück in Weimar verarbeitete er seine Erlebnisse unter anderem in dem Stück Die Aufgeregten. Das Werk blieb allerdings unvollendet: Von den geplanten fünf Aufzügen hat Goethe nur den ersten, zweiten und vierten ausgeführt.
Erst 1817 entschloss sich Goethe dazu, das Stück zu publizieren. Er tat das vor allem deshalb, weil er es als Dokument seiner politischen Haltung in den 1790er Jahren verstand. Für die Veröffentlichung wurde der erste Entwurf noch einmal gründlich überarbeitet, die fehlenden Teile hat Goethe dabei durch knappe Inhaltsangaben ersetzt.

## Inhalt
Angestachelt vom Chirurgus Breme von Bremenfeld plant eine Gruppe von Landbewohnern den Aufstand gegen die Gutsherrschaft. Auslöser ist ein alter Streit um feudale Rechte, bei dem die Bauern übervorteilt und betrogen wurden: Im Kern geht es um ein Dokument verbriefter Freiheiten der Bauern, das vom gutsherrlichen Amtmann bewusst unterschlagen wurde.
Der Anführer der Bauern, Breme von Bremenfeld, ist eine karikaturhaft überzeichnete Figur, die sich durch Eitelkeit und Großsprecherei auszeichnet. Breme hat keine Skrupel, seine Mitstreiter bewusst zu täuschen, um sie für den Aufstand zu begeistern. Er denkt bei alldem auch an seinen eigenen Vorteil und verwickelt, wo nötig, sogar seine Tochter in die Intrigen.
Den Gegenpart zu Breme bildet eine Gräfin, die von Goethe in einem Zwischenstück als „schöner Charakter“ bezeichnet wird. Sie steht an der Spitze der Gutsherrschaft und ist eben aus dem revolutionären Paris zurückgekehrt. Die Gräfin ist dabei, bedingt durch ihren Aufenthalt in Frankreich, liberal gesinnt, und will die Bauern gegen den Rat ihres Amtmanns von der rechtswidrigen Unterdrückung befreien.
Am Ende löst sich der Aufruhr in Wohlgefallen auf, weil die Gräfin den Bauern von sich aus zu ihrem Recht verhilft.

## Bedeutung

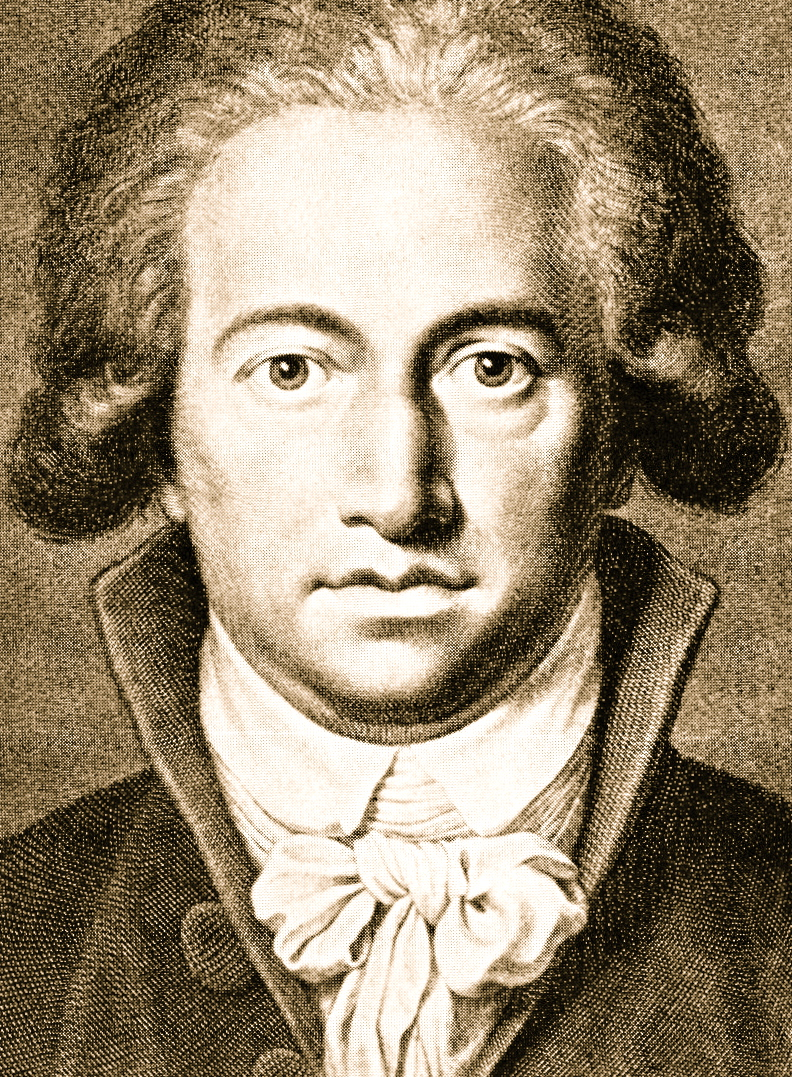
Johann Wolfgang von Goethe in einem Kupferstich von Johann Heinrich Lips zu Beginn der 1790er Jahre: In dieser Zeit schrieb er den ersten Entwurf zum Drama Die Aufgeregten

Gegenüber Johann Peter Eckermann hat Goethe Die Aufgeregten als sein „politisches Glaubensbekenntnis jener Zeit“ bezeichnet. Er sah es als Zeugnis dafür, dass er zwar kein Freund der Französischen Revolution gewesen war, aber – anders als oft behauptet – eben auch kein Freund herrischer Willkür.
Tatsächlich führt Goethe in diesem Stück die negativen Folgen fürstlicher Unterdrückung vor Augen und zeigt dabei Verständnis für die Empörung der Bauern. Die Gräfin ist ihrerseits durch die Erfahrung der Revolution in Frankreich geläutert: Sie will, wie sie selbst betont, künftig in der Gesellschaft, bei Hofe und in der Stadt zu keiner Ungerechtigkeit mehr schweigen und zugleich den Bauern zu ihrem Recht verhelfen.

## Wirkung
Das Drama geriet bald in Vergessenheit. Es gehört heute zu den wenig bekannten Dramen Goethes und ist eher ein historisches Dokument als ein Spielstück.
Der Schweizer Schriftsteller Adolf Muschg hat Die Aufgeregten aber 1970 in eine spielbare Version gebracht und die fehlenden Teile ergänzt. Unter dem Titel Die Aufgeregten von Goethe erlebte die Bearbeitung von Muschg am 10. Oktober 1970 im Schauspielhaus Zürich ihre Uraufführung. Eine deutsche Erstaufführung folgte am 17. April 1971 im Schlosspark Theater in West-Berlin.

## Zitate
- Ein jeder kann nur seinen eigenen Stand beurteilen und tadeln. Aller Tadel heraufwärts oder hinabwärts ist mit Nebenbegriffen und Kleinheiten vermischt. (Hofrat)

- Ihr guten Leute wisst nicht, dass alles in der Welt vorwärts geht, und dass heute möglich ist, was vor zehn Jahren nicht möglich war. (Breme)

- Da sag’ ich nun, was man in Güte nicht haben kann, soll man mit Gewalt nehmen. (Breme)

- So viele nehmen sich der Sache der Freiheit, der allgemeinen Gleichheit an, nur um für sich eine Ausnahme zu machen, nur um zu wirken, es sei auf welche Art es wolle. (Luise)